# Meijer Indy 300 2008
Meijer Indy 300 2008 var ett race som var den femtonde deltävlingen i IndyCar Series 2008. Racet kördes den 9 augusti på Kentucky Speedway. Scott Dixon tog sig förbi Hélio Castroneves i sista kurvan på det sista varvet, när Castroneves fick slut på bensin. Dixon tog sin sjätte seger för säsongen, medan Castroneves räddade andraplatsen bara två hundradelar före Marco Andretti. Det stora samtalsämnet under helgen var att Tony Kanaan förlängde sitt kontrakt med Andretti Green Racing till 2013, efter att ha haft långt gångna förhandlingar med Chip Ganassi Racing. Det hela fick Dan Wheldon att bestämma sig för att söka sig till ett nytt team till 2009.

## Slutresultat
| Plats | Förare            | Team                     | Grid | Snitt  |
| ----- | ----------------- | ------------------------ | ---- | ------ |
| 1     | Scott Dixon       | Chip Ganassi Racing      | 1    | 24,332 |
| 2     | Hélio Castroneves | Team Penske              | 6    | 24,480 |
| 3     | Marco Andretti    | Andretti Green Racing    | 9    | 24,507 |
| 4     | Vitor Meira       | Panther Racing           | 2    | 24,394 |
| 5     | Dan Wheldon       | Chip Ganassi Racing      | 3    | 24,403 |
| 6     | Ed Carpenter      | Vision Racing            | 8    | 24,500 |
| 7     | Ryan Briscoe      | Team Penske              | 5    | 24,478 |
| 8     | Tony Kanaan       | Andretti Green Racing    | 7    | 24,484 |
| 9     | Ryan Hunter-Reay  | Rahal Letterman Racing   | 14   | 24,588 |
| 10    | Buddy Rice        | Dreyer & Reinbold Racing | 15   | 24,597 |
| 11    | Danica Patrick    | Andretti Green Racing    | 25   | -      |
| 12    | Oriol Servià      | KV Racing Technology     | 12   | 24,551 |
| 13    | Ernesto Viso      | HVM Racing               | 21   | 24,773 |
| 14    | Bruno Junqueira   | Dale Coyne Racing        | 26   | -      |
| 15    | Sarah Fisher      | Sarah Fisher Racing      | 16   | 24,603 |
| 16    | Jaime Câmara      | Conquest Racing          | 22   | 24,885 |
| 17    | Mário Moraes      | Dale Coyne Racing        | 23   | 24,926 |
| 18    | Hideki Mutoh      | Andretti Green Racing    | 4    | 24,474 |
| 19    | Darren Manning    | A.J. Foyt Enterprises    | 17   | 24,630 |
| 20    | A.J. Foyt IV      | Vision Racing            | 10   | 24,520 |
| 21    | Milka Duno        | Dreyer & Reinbold Racing | 18   | 24,701 |
| 22    | Enrique Bernoldi  | Conquest Racing          | 24   | 24,954 |
| 23    | Marty Roth        | Roth Racing              | 11   | 24,547 |
| 24    | Justin Wilson     | Newman/Haas Racing       | 19   | 24,728 |
| 25    | Graham Rahal      | Newman/Haas Racing       | 20   | 24,751 |
| 26    | Will Power        | KV Racing Technology     | 13   | 24,583 |